# Poeciloxestia suturalis
Poeciloxestia suturalis là một loài bọ cánh cứng trong họ Cerambycidae.